# Oursel-Maison
Oursel-Maison là một xã thuộc tỉnh Oise trong vùng Hauts-de-France phía bắc nước Pháp. Xã này nằm ở khu vực có độ cao trung bình 150 mét trên mực nước biển.
Tên đã được viết Ourcel-Maison cho đến ngày 26 tháng 8 năm 2004.